# Municipio de Santiago Papasquiaro
El municipio de Santiago Papasquiaro es uno de los 39 municipios en que se encuentra dividido el estado mexicano de Durango. Su cabecera es la ciudad del mismo nombre.

## Geografía
El municipio de Santiago Papasquiaro se encuentra localizado en el occidente del estado de Durango, en la Sierra Madre Occidental. Tiene una extensión territorial de 6416.252 kilómetros cuadrados que representan el 5.1 % de la extensión total del estado. Sus coordenadas geográficas extremas son 24°36′ - 25°25′ de latitud norte y 105°1′ - 106°38′ de longitud oeste, y su altitud va de un mínimo de 300 a un máximo de 3200 metros sobre el nivel del mar.
El territorio municipal limita al noroeste con el municipio de Canelas, al norte con el municipio de Tepehuanes, al noreste con el municipio de El Oro; al este con el municipio de Coneto de Comonfort y el municipio de Nuevo Ideal y al sureste con el municipio de Canatlán; al sur con el municipio de San Dimas y con el municipio de Otáez y finalmente al oeste con el municipio de Tamazula.

## Demografía
De acuerdo a los resultados del Censo de Población y Vivienda de 2020 realizado por el Instituto Nacional de Estadística y Geografía, la población total del municipio de Santiago Papasquiaro asciende a 49 207 personas.
La densidad poblacional es de 7.01 habitantes por kilómetro cuadrado.

### Localidades
En el censo de 2020 el municipio de Santiago Papasquiaro contaba con 279 localidades.
| Código INEGI      | Localidad                              | Población (2020) |
| ----------------- | -------------------------------------- | ---------------- |
| 100320001         | Santiago Papasquiaro                   | 30 063           |
| 100320728         | Ciénega de Nuestra Señora de Guadalupe | 2 555            |
| 100320079         | José María Morelos                     | 1 251            |
| Otras localidades | Otras localidades                      | 15 338           |
| Total municipal   | Total municipal                        | 49 207           |

## Política

### Representación legislativa
Para la elección de diputados locales al Congreso de Durango y de diputados federales a la Cámara de Diputados federal, el municipio de Santiago Papasquiaro se encuentra integrado en los siguientes distritos electorales:
Local:
- Distrito electoral local de 7 de Durango con cabecera en Santiago Papasquiaro.[6]

Federal:
- Distrito electoral federal 1 de Durango con cabecera en Victoria de Durango.[7]